# Tommy Banks
Thomas "Tommy" Banks (Lancashire, 10 de novembro de 1929 – 13 de junho de 2024) foi um ex-futebolista inglês que atuava como defensor.

## Carreira
Tommy Banks fez parte do elenco da Seleção Inglesa que disputou a Copa do Mundo de 1958.